# Подкова на счастье
«Подкова на счастье» (англ. The Lucky Horseshoe) — немой чёрно-белый вестерн 1925 года с Томом Миксом и Билли Дав в главных ролях. В эпизоде этого фильма можно наблюдать будущего известного киноактёра Гэри Купера.

## Сюжет
Том Фостер работает управляющим на ранчо Хантов. После смерти главы семьи забота о поместье полностью ложится на его плечи. Кроме того на попечение ковбоя переходит дочь умершего, юная красавица Элинор. Том давно влюблен в девушку, но пока он колеблется, стоит ли открывать Элинор свои чувства, она отправляется в сопровождении тети в Европу. За два года её отсутствия Том добивается небывалого процветания ранчо.
Далее Элинор возвращается в Америку и привозит с собой некоего Денмана — жениха, с которым познакомилась во время путешествия. Чтобы подстегнуть романтические порывы нерешительного Тома, его приятель Мак рассказывает ковбою об амурных похождениях легендарного Дона Жуана. Денман замечает любовное томление Тома и, желая устранить соперника на время бракосочетания с Элинор, нанимает бандита, чтобы тот похитил его. Получив от бандита удар по голове, Том теряет сознание. Очнувшись, он воображает себя Доном Жуаном и принимает решение бороться за свою любовь. Освободившись от пут, он спешит на ранчо и успевает объясниться с Элинор прежде, чем она свяжет свою жизнь с коварным Денманом.

## В ролях
- Том Микс — Том Фостер
- Билли Дав — Элинор Хант
- Гэри Купер — эпизодическая роль